# Västanån
Västanån este o arie protejată (arie specială de conservare — SAC, sit de importanță comunitară — SCI) din Suedia întinsă pe o suprafață de 3,2 ha, integral pe uscat.

## Localizare
Centrul sitului Västanån este situat la coordonatele 60°34′51″N 17°25′21″E / 60.5809°N 17.4225°E.

## Înființare
Situl Västanån a fost declarat sit de importanță comunitară în aprilie 2003 pentru a proteja 1 specie de animale. Situl a fost protejat și ca arie specială de conservare în martie 2011.

## Biodiversitate
Situată în ecoregiunea boreală, aria protejată nu include niciun habitat protejat.
La baza desemnării sitului se află o specie protejată de  nevertebrate: fluturele auriu (Euphydryas aurinia).